# Parablennius marmoreus
Parablennius marmoreus — вид риб з родини Собачкові (Blenniidae), що поширений на коралових рифах західної Атлантика від Нью-Йорку (США), Бермуд, Багам і Мексиканської затоки до південної Бразилії. Морська рифова субтропічна риба, сягає максимальної довжини 8,5 см. Є акваріумною рибкою.